# Claude Garcia
Claude Garcia est un homme d'affaires et administrateur de sociétés québécois.

## Administrateur de sociétés
Au cours de sa carrière, M. Garcia a présidé les activités canadiennes de la société d'assurance Standard Life entre 1993 et 2004. Pendant son mandat, il s'est fait remarquer pour une déclaration publique controversée durant la campagne du référendum de 1995. Devant des partisans fédéralistes, le 24 septembre 1995, M. Garcia déclare de ses adversaires souverainistes : « il ne faut pas gagner, le 30 octobre, il faut écraser ». Les propos de M. Garcia suscitent une vive polémique dans la classe politique et une manifestation à l'Université du Québec à Montréal, où il siège au conseil d'administration.
Il a ensuite occupé un poste de membre du conseil d'administration de la Caisse de dépôt et placement du Québec entre 2004 et 2009. Il était le président du comité de vérification de la caisse, en 2008, alors que l'organisme responsable de la gestion des fonds de retraite publics québécois a enregistré la plus importante perte financière de son histoire. Il a démissionné de son poste en mars 2009 après avoir été informé que son mandat ne serait pas renouvelé par la ministre des Finances du Québec, Monique Jérôme-Forget.

## Privatisation d'Hydro-Québec
M. Garcia est, avec l'économiste Marcel Boyer, l'un des principaux promoteurs de l'idée de privatiser la société d'État d'Hydro-Québec. Il a rédigé plusieurs articles et rapports prônant les mérites de cette idée dans les journaux. En 2007 et 2009 il a rédigé deux rapports, publiés par l'Institut économique de Montréal, où il dénonce le manque de rigueur de gestion de l'entreprise publique et l'attrait que représente la privatisation, faisant valoir que la vente de capital-action dans l'entreprise permettrait au gouvernement du Québec de payer une partie de sa dette,.

## Implication politique
Garcia s'est impliqué au sein de l'Action démocratique du Québec. Il a été le président de la Commission politique de 2011 à 2012. Il aura finalement mené, conjointement avec Adrien D. Pouliot et Denis Claveau, la campagne « Restons ADQ » qui incitait les membres de l'ADQ à refuser la fusion avec la Coalition avenir Québec. En 2013, il accepte de devenir le président de la commission politique du Parti conservateur du Québec.